# Liao Qiuyun
Liao Qiuyun (Yongzhou, 13 de julho de 1995) é uma halterofilista chinesa, medalhista olímpica.

## Carreira
Qiuyun conquistou a medalha de prata nos Jogos Olímpicos de Verão de 2020 em Tóquio, após levantar 223 kg na categoria feminina para pessoas com até 55 kg. No início de 2019, ela competiu na Copa do Mundo IWF de 2019 na divisão de 55 kg e ganhou medalhas de ouro em todos os levantamentos.